# 团结水库 (余庆)
团结水库是中国贵州省遵义市余庆县境内的一座水库，位于乌江水系牛场河上，建于1981年。水库正常库容为1015万立方米，集雨面积为410平方千米，海拔为602.89米。